# Opilionomyces dicranolasmatis
Opilionomyces dicranolasmatis — вид мікроскопічних аскомікотових грибів родини Laboulbeniaceae. Живе на косариках Dicranolasma (павукоподібні). Виявлений у Греції та Туреччині. Традиційно розглядається як паразит членистоногих, проте у нього немає гаусторій (бічних відгалужень гіф, що проникають в клітини господаря), що ставить їх паразитизм під сумнів. Росте на педипальпах та хеліцерах тварини-господаря, що полегшує передачу грибка іншим косарикам при спаровуванні. Помітної шкоди господарям грибок не спричиняє.